# End of the Day
End of the Day è un album strumentale della musicista australiana Courtney Barnett, originariamente composto come colonna sonora per il film documentario del 2021 su Barnett, Anonymous Club.. Barnett ha improvvisato l'album insieme alla batterista Stella Mozgawa mentre guardavano il montaggio finale di Anonymous Club del regista Danny Cohen.

## Registrazione
Sebbene originariamente concepito come colonna sonora del film documentario biografico del 2021 Anonymous Club che seguì Barnett, l'album è stato rielaborato per formare un unico brano musicale. Il "principio guida" di Barnett e della batterista Stella Mozgawa mentre registravano la colonna sonora era "niente di troppo sdolcinato, ovvio o istruttivo, niente che dicesse al futuro pubblico come avrebbero dovuto sentirsi riguardo alla vita di Barnett sullo schermo".

## Tracce
1. Start Somewhere – 2:11
2. Life Balance – 3:20
3. First Slow – 1:44
4. A to B – 1:59
5. (Electricity) – 2:04
6. Two Circles Reflecting – 1:15
7. End of the Day – 4:58
8. Floating Down – 1:43
9. Spring Ascends – 1:03
10. Intro – 3:31
11. B to C – 1:40
12. Like Water – 1:59
13. Gold Room – 1:24
14. Sun Through – 0:22
15. River – 3:31
16. Get on with It – 5:44
17. Eternity Repeat – 1:48